# Charles Rihoux
Charles Rihoux, né le 7 mars 1998 à Reims, est un nageur français. Il est licencié à l'Olympic Nice Natation.

## Carrière

### Débuts
Charles Rihoux, né à Reims, commence à nager au Club Nautique Vouzinois, puis passe huit ans au club de Charleville-Mézières, avant de rejoindre l'Olympic Nice Natation en 2017, à 19 ans.
Il participe aux Championnats d'Europe juniors de natation 2016 à Hódmezővásárhely en Hongrie.

### Affirmation au niveau international

#### Participation aux Jeux olympiques de Tokyo (2021)
En 2021, aux Championnats de France à Chartres, il termine deuxième du 100m nage libre en 48 s 81, juste derrière Maxime Grousset. Il se qualifie donc pour les Jeux olympiques de Tokyo, qui ont lieu deux mois plus tard.
Il participe pour la première fois aux JO, à 23 ans. À Tokyo, il ne participe qu'aux séries du relais 4x100m nage libre, aux côtés de Maxime Grousset, Clément Mignon et Mehdy Metella. Ce relais se qualifie en finale et termine à la quatrième place. Charles Rihoux ne participe à cette finale.

#### Premières médailles internationales (2022)
L'année suivante, il participe dans un premier temps aux Jeux méditerranéens de 2022, à Oran, où il remporte deux médailles. Une médaille de bronze au 4x100m nage libre et une médaille d'argent au 4x100m 4 nages.
Un mois plus tard, il participe aux Championnats d'Europe en grand bassin, à Rome. Il nage le 50m nage libre en 22 s 63, termine 28e des séries et ne se qualifie donc pas en demi-finales. De même pour le 100m nage libre, il finit à la 18e place en 49 s 15 et ne se qualifie pas pour les demi-finales. Cependant, avec le relais 4x100m nage libre mixte, la France termine à la première place des séries et se qualifie donc pour la finale. En finale, le relais composé de Maxime Grousset, Charlotte Bonnet et Marie Wattel s'impose devant la Grande-Bretagne et la Suède, ce qui permet à Charles Rihoux de remporter sa première médaille d'or au niveau international,. Il participe également aux séries du relais 4x100m 4 nages, mais ne participe pas à la finale, au cours de laquelle la France termine à la deuxième place. Les nageurs participant aux séries mais pas à la finale sont tout de même médaillés. Ainsi, Charles Rihoux termine ces championnats avec deux médailles obtenues en relais : une d'or et une d'argent.

## Palmarès

### Jeux olympiques
| Édition    | Épreuve                                         |
| Édition    | 4 × 100 m nage libre                            |
| Tokyo 2020 | 4e (ne participe pas à la finale) 3 min 12 s 35 |

### Championnats d'Europe
| Édition   | Épreuve                | Épreuve                | Épreuve                    | Épreuve                                             |
| Édition   | 50 m nage libre        | 100 m nage libre       | 4 × 100 m nage libre mixte | 4 × 100 m 4 nages                                   |
| Rome 2022 | 28e des séries 22 s 63 | 18e des séries 49 s 15 | Or 3 min 22 s 80           | Argent (ne participe pas à la finale) 3 min 32 s 50 |